# Каптакс
Каптакс (2-меркаптобензотиазол) — органическое соединение класса бензотиазолов.

## Физические и химические свойства
2-Меркаптобензотиазол представляет собой кристаллы кремово-жёлтого цвета. Растворяется в диэтиловом эфире, ледяной уксусной кислоте, этаноле, в водных растворах щелочей и карбонатов щелочных металлов, плохо растворим в воде.

## Получение и применение
2-Меркаптобензотиазол получают реакцией анилина, сероуглерода и серы при температуре ~250°С и давлении ~3,2 МПа. Используют как ускоритель серной вулканизации, придающий резинам устойчивость к старению. Он также применяется в аналитической химии для гравиметрического определения ряда ионов металлов (в том числе Ag(I), Au(III), Cu(II), Bi(III), платиновые металлы), а также для экстракционного разделения платиновых металлов. Он также используется при получении цианиновых красителей, ингибитора коррозии металлов.